# Nuoto ai Giochi della XV Olimpiade - Staffetta 4x200 metri stile libero maschile
La competizione della staffetta 4x200 metri stile libero maschile di nuoto dei Giochi della XV Olimpiade si è svolta nei giorni 28 e 29 luglio 1952 allo stadio olimpico del nuoto di Helsinki.

## Programma
| Data           | Round      | Note                               |
| -------------- | ---------- | ---------------------------------- |
| 28 luglio 1952 | 3 Batterie | I migliori 8 tempi alle semifinali |
| 29 luglio 1952 | Finale     |                                    |

## Risultati

### Batterie
| Pos. | Nazione          | Atleti                | Tempo Indiv | Tempo  | Posizione |
| ---- | ---------------- | --------------------- | ----------- | ------ | --------- |
| 1    | Francia          | Joseph Bernardo       | 2'17"1      | 8'55"9 | 5         |
| 1    | Francia          | Aldo Eminente         | 2'19"4      | 8'55"9 | 5         |
| 1    | Francia          | Alex Jany             | 2'11"6      | 8'55"9 | 5         |
| 1    | Francia          | Jean Boiteux          | 2'07"8      | 8'55"9 | 5         |
| 2    | Gran Bretagna    | Frank Royston Botham  | 2'20"8      | 8'59"7 | 8         |
| 2    | Gran Bretagna    | Ronald Burns          | 2'14"2      | 8'59"7 | 8         |
| 2    | Gran Bretagna    | Thomas Welsh          | 2'15"2      | 8'59"7 | 8         |
| 2    | Gran Bretagna    | John Caldwell Wardrop | 2'09"5      | 8'59"7 | 8         |
| 3    | Australia        | Rex Aubrey            | 2'15"6      | 9'01"4 | 9         |
| 3    | Australia        | Francis O'Neill       | 2'14"1      | 9'01"4 | 9         |
| 3    | Australia        | Garrick Agnew         | 2'18"0      | 9'01"4 | 9         |
| 3    | Australia        | John Marshall         | 2'13"7      | 9'01"4 | 9         |
| 4    | Unione Sovietica | Viktor Drobinsky      | 2'14"2      | 9'01"9 | 10        |
| 4    | Unione Sovietica | Vasily Karmanov       | 2'18"3      | 9'01"9 | 10        |
| 4    | Unione Sovietica | Leonid Meshkov        | 2'15"3      | 9'01"9 | 10        |
| 4    | Unione Sovietica | Lev Balandin          | 2'14"1      | 9'01"9 | 10        |
| 5    | Italia           | Carlo Pedersoli       | 2'17"5      | 9'17"9 | 15        |
| 5    | Italia           | Egidio Massaria       | 2'21"3      | 9'17"9 | 15        |
| 5    | Italia           | Angelo Romani         | 2'21"6      | 9'17"9 | 15        |
| 5    | Italia           | Giovanni Paliaga      | 2'17"5      | 9'17"9 | 15        |
| 6    | Finlandia        | Pentti Ikonen         | 2'16"2      | 9'26"6 | 16        |
| 6    | Finlandia        | Pentti Paatsalo       | 2'22"2      | 9'26"6 | 16        |
| 6    | Finlandia        | Mauno Valkeinen       | 2'23"0      | 9'26"6 | 16        |
| 6    | Finlandia        | Leo Telivuo           | 2'25"2      | 9'26"6 | 16        |

| Pos. | Nazione     | Atleti               | Tempo Indiv | Tempo  | Posizione |
| ---- | ----------- | -------------------- | ----------- | ------ | --------- |
| 1    | Stati Uniti | Wally Wolf           | 2'11"4      | 8'50"9 | 2         |
| 1    | Stati Uniti | Donald Sheff         | 2'12"9      | 8'50"9 | 2         |
| 1    | Stati Uniti | Frank Dooley         | 2'14"7      | 8'50"9 | 2         |
| 1    | Stati Uniti | Burwell Jones        | 2'11"9      | 8'50"9 | 2         |
| 2    | Ungheria    | György Csordás       | 2'13"2      | 8'54"6 | 4         |
| 2    | Ungheria    | László Gyöngyösi     | 2'14"1      | 8'54"6 | 4         |
| 2    | Ungheria    | Gusztáv Kettesi      | 2'15"0      | 8'54"6 | 4         |
| 2    | Ungheria    | Imre Nyéki           | 2'12"3      | 8'54"6 | 4         |
| 3    | Sudafrica   | Graham Johnston      | 2'15"3      | 8'58"7 | 6         |
| 3    | Sudafrica   | Dennis Ford          | 2'14"0      | 8'58"7 | 6         |
| 3    | Sudafrica   | John Durr            | 2'17"7      | 8'58"7 | 6         |
| 3    | Sudafrica   | Peter Duncan         | 2'11"7      | 8'58"7 | 6         |
| 4    | Brasile     | Haroldo Lara         | 2'15"6      | 9'09"0 | 11        |
| 4    | Brasile     | Sylvio dos Santos    | 2'19"0      | 9'09"0 | 11        |
| 4    | Brasile     | Aram Boghossian      | 2'26"6      | 9'09"0 | 11        |
| 4    | Brasile     | João Gonçalves Filho | 2'17"8      | 9'09"0 | 11        |
| 5    | Belgio      | Kamiel Reynders      | 2'22"3      | 9'45"5 | 17        |
| 5    | Belgio      | Joseph Anthoon       | 2'25"5      | 9'45"5 | 17        |
| 5    | Belgio      | Marcel Anthoon       | 2'28"6      | 9'45"5 | 17        |
| 5    | Belgio      | Alfons Bierebeek     | 2'29"1      | 9'45"5 | 17        |

| Pos. | Nazione   | Atleti                | Tempo Indiv | Tempo  | Posizione |
| ---- | --------- | --------------------- | ----------- | ------ | --------- |
| 1    | Giappone  | Hiroshi Suzuki        | 2'10"1      | 8'42"1 | 1         |
| 1    | Giappone  | Yoshihiro Hamaguchi   | 2'08"5      | 8'42"1 | 1         |
| 1    | Giappone  | Tōru Gotō             | 2'14"0      | 8'42"1 | 1         |
| 1    | Giappone  | Teijirō Tanikawa      | 2'09"5      | 8'42"1 | 1         |
| 2    | Svezia    | Rolf Olander          | 2'17"7      | 8'52"3 | 3         |
| 2    | Svezia    | Göran Larsson         | 2'12"1      | 8'52"3 | 3         |
| 2    | Svezia    | Olle Johansson        | 2'13"5      | 8'52"3 | 3         |
| 2    | Svezia    | Per-Olof Östrand      | 2'09"0      | 8'52"3 | 3         |
| 3    | Argentina | Federico Zwanck       | 2'18"0      | 8'59"3 | 7         |
| 3    | Argentina | Marcelo Trabucco      | 2'14"0      | 8'59"3 | 7         |
| 3    | Argentina | Pedro Galvão          | 2'12"9      | 8'59"3 | 7         |
| 3    | Argentina | Alfredo Yantorno      | 2'14"4      | 8'59"3 | 7         |
| 4    | Canada    | Gerald McNamee        | 2'16"6      | 9'10"9 | 12        |
| 4    | Canada    | Lucien Beaumont       | 2'20"5      | 9'10"9 | 12        |
| 4    | Canada    | George Lee Portelance | 2'17"9      | 9'10"9 | 12        |
| 4    | Canada    | Allen Gilchrist       | 2'15"9      | 9'10"9 | 12        |
| 5    | Polonia   | Gotfryd Gremlowski    | 2'22"9      | 9'13"7 | 13        |
| 5    | Polonia   | Antoni Tołkaczewski   | 2'19"7      | 9'13"7 | 13        |
| 5    | Polonia   | Józef Lewicki         | 2'14"2      | 9'13"7 | 13        |
| 5    | Polonia   | Jerzy Boniecki        | 2'16"9      | 9'13"7 | 13        |
| 6    | Messico   | Alberto Isaac         | 2'20"3      | 9'15"7 | 14        |
| 6    | Messico   | Efrén Fierro          | 2'21"0      | 9'15"7 | 14        |
| 6    | Messico   | César Borja           | 2'18"3      | 9'15"7 | 14        |
| 6    | Messico   | Tonatiuh Gutiérrez    | 2'17"1      | 9'15"7 | 14        |

### Finale
| Pos.    | Nazione       | Atleti                | Tempo Indiv | Tempo  |
| ------- | ------------- | --------------------- | ----------- | ------ |
| Oro     | Stati Uniti   | Wayne Moore           | 2'08"7      | 8'31"1 |
| Oro     | Stati Uniti   | William Tripp Woolsey | 2'09"3      | 8'31"1 |
| Oro     | Stati Uniti   | Ford Konno            | 2'06"9      | 8'31"1 |
| Oro     | Stati Uniti   | James McLane          | 2'06"2      | 8'31"1 |
| Argento | Giappone      | Hiroshi Suzuki        | 2'07"0      | 8'33"5 |
| Argento | Giappone      | Yoshihiro Hamaguchi   | 2'08"1      | 8'33"5 |
| Argento | Giappone      | Tōru Gotō             | 2'09"1      | 8'33"5 |
| Argento | Giappone      | Teijirō Tanikawa      | 2'09"3      | 8'33"5 |
| Bronzo  | Francia       | Joseph Bernardo       | 2'14"0      | 8'45"9 |
| Bronzo  | Francia       | Aldo Eminente         | 2'14"3      | 8'45"9 |
| Bronzo  | Francia       | Alex Jany             | 2'11"2      | 8'45"9 |
| Bronzo  | Francia       | Jean Boiteux          | 2'06"4      | 8'45"9 |
| 4       | Svezia        | Lars Svantesson       | 2'15"8      | 8'46"8 |
| 4       | Svezia        | Göran Larsson         | 2'10"4      | 8'46"8 |
| 4       | Svezia        | Per-Olof Östrand      | 2'09"4      | 8'46"8 |
| 4       | Svezia        | Olle Johansson        | 2'11"2      | 8'46"8 |
| 5       | Ungheria      | László Gyöngyösi      | 2'15"8      | 8'52"6 |
| 5       | Ungheria      | György Csordás        | 2'12"9      | 8'52"6 |
| 5       | Ungheria      | Géza Kádas            | 2'12"3      | 8'52"6 |
| 5       | Ungheria      | Imre Nyéki            | 2'11"6      | 8'52"6 |
| 6       | Gran Bretagna | Frank Royston Botham  | 2'15"9      | 8'52"9 |
| 6       | Gran Bretagna | Ronald Burns          | 2'13"4      | 8'52"9 |
| 6       | Gran Bretagna | Thomas Welsh          | 2'13"9      | 8'52"9 |
| 6       | Gran Bretagna | John Caldwell Wardrop | 2'09"7      | 8'52"9 |
| 7       | Sudafrica     | Graham Johnston       | 2'14"7      | 8'55"1 |
| 7       | Sudafrica     | Dennis Ford           | 2'14"7      | 8'55"1 |
| 7       | Sudafrica     | John Durr             | 2'15"6      | 8'55"1 |
| 7       | Sudafrica     | Peter Duncan          | 2'10"1      | 8'55"1 |
| 8       | Argentina     | Federico Zwanck       | 2'14"6      | 8'56"9 |
| 8       | Argentina     | Marcelo Trabucco      | 2'14"6      | 8'56"9 |
| 8       | Argentina     | Pedro Galvão          | 2'14"9      | 8'56"9 |
| 8       | Argentina     | Alfredo Yantorno      | 2'14"8      | 8'56"9 |